# Soulful
Soulful é o álbum de estreia de 2003 do vencedor da segunda temporada do American Idol Ruben Studdard.

## Faixas
1. "Sorry 2004"  – 4:22
2. "No Ruben" – 4:02
3. "How Can You Mend a Broken Heart" – 4:23
4. "Take the Shot" – 4:03
5. "What Is Sexy" – 3:40
6. "What If" – 3:59
7. "Superstar" – 4:13
8. "Can I Get Your Attention"– 3:37
9. "For All We Know" – 3:41
10. "Play Our Song" – 4:07
11. "Don't Quit on Me" – 3:18
12. "After the Candles Burn" – 3:31
13. "Flying Without Wings" – 4:39

## Desempenho nas tabelas
| Tabela (2003) | Position |
| ------------- | -------- |
| Billboard 200 | 1        |